# Стритинг, Уэс
Уэс Стритинг (англ. Wes Streeting), официально Уэсли Стритинг (англ. Wesley Streeting; род. 21 января 1983, Тауэр-Хэмлетс, Большой Лондон) — британский политик, член Лейбористской партии, министр здравоохранения и социального обеспечения (с 2024).

## Биография
Уэсли Стритинг родился в 1983 году у родителей-подростков, которые позднее расстались (отец был осуждён, когда Уэсли находился ещё в младенческом возрасте), и провёл трудное детство в лондонском Ист-Энде. Дед по матери был преступником, и внук, будучи школьником младших классов, навещал его в тюрьме (существует информация, что мать Стритинга Коринна родилась в тюрьме, где отбывала наказание её мать Либби Кроули — та делила камеру с Кристиной Килер, осуждённой по «делу Профьюмо»). Дед Стритинга по отцу был завзятым сторонником Консервативной партии и порой голосовал за кандидата либералов с единственной целью — не допустить избрания лейбориста. В 2001 году Уэсли Стритинг поступил в Селвин-колледж Кембриджского университета, где изучал историю. На втором году обучения совершил каминг-аут. На некоторое время выходил из Лейбористской партии в знак протеста против Иракской войны.
В 2008—2010 годах возглавлял Национальный союз студентов в течение двух сроков полномочий. Кроме того, занимался вопросами образования в благотворительной организации сообщества ЛГБТ Stonewall и являлся муниципальным депутатом лондонского боро Редбридж.
В 2015 году победил на парламентских выборах, набрав в округе Северный Илфорд 21 463 голоса — на 589 больше, чем его основной соперник, обладатель мандата, консерватор Ли Скотт.
Парламентские выборы 2017 года принесли лейбористам поражение, но Стритинг в своём округе вновь победил Ли Скотта, теперь с убедительным преимуществом в 9639 голосов, и обратился к партии с призывом к единению.
В 2020 году стал теневым младшим министром школ.
9 мая 2021 года вошёл в теневое правительство Кира Стармера, получив впервые учреждённую должность теневого министра по проблеме детской бедности.
29 ноября 2021 года назначен теневым министром здравоохранения и социального обеспечения.
5 июля 2024 года получил портфель министра здравоохранения и социального обеспечения в лейбористском правительстве Стармера, сформированном после поражения консерваторов на парламентских выборах.

## Книги
- Streeting, Wes (2023). One Boy, Two Bills and a Fry Up: A Memoir of Growing Up and Getting On. London: Hodder & Stoughton. ISBN 978-1399710107.